# Sant Omer
Un musicien nommé Sant Omer ou originaire de la ville française de Saint-Omer près de Calais est indiqué comme étant le compositeur d'un Sanctus à trois voix conservé dans un manuscrit musical du début du XVe siècle (bibliothèque universitaire de Padoue, MS 1475). Des fragments de ce Sanctus ont également été retrouvés dans un manuscrit anciennement à Budapest, découvert en 1990 mais aujourd'hui perdu. Le style de la pièce a été qualifié d'« archaïque » avec des rythmes modaux ressemblant à ceux de la Messe de Tournai. C'est l'une des nombreuses pièces décrites comme faisant partie des "Stili Vaganti " par Francesco Facchin. Juste à côté du Sanctus de Padoue se trouve un Agnus Dei de style similaire qui est peut-être du même compositeur.
Le Sanctus a été édité et complété par Giulio Cattin et Francesco Facchin dans Polyphonic Music of the Fourteenth Century vol. 23B, p. 434-444, bien qu'il soit marqué comme une composition anonyme.